# Scheldebrouwerij
Scheldebrouwerij is een ambachtelijke, onafhankelijke brouwerij in het Belgische Meer (provincie Antwerpen).

## Geschiedenis
Scheldebrouwerij vond haar oorsprong in het Nederlandse Bergen op Zoom waar zij in 1994 werd opgericht door Peter van den Eijnden en Kees van Loenhout, beiden lid van het Bergsche Bierbrouwersgilde. Wegens succes verhuisde het brouwhuis naar het Zeeuwse 's-Gravenpolder en later werd in de zoektocht naar nog meer capaciteit uitgeweken naar Vlaanderen. Sinds 2008 is de brouwerij gevestigd in de gemeente Hoogstraten met Peter van der Eijnden nog áltijd als brouwmeester. De link met geboortestad Bergen op Zoom is nog terug te vinden in hun huisstijl. De krab in het logo verwijst naar "Krabbegat". Scheldebrouwerij voert een vast assortiment van negen bieren, aangevuld met tijdelijke Schelde Specials van beperkte oplage. In 2022 werd hun Strandgaper verkozen tot beste Golden Ale wereldwijd bij de World Beer Awards (VK).

## Producten
Vast assortiment Scheldebrouwerij:
- Strandgaper - 6,2% Fris Blond
- Witheer - 5% Witbier
- Lamme Goedzak - 7% Vol Blond
- Zeezuiper- 8% Tripel
- Dulle Griet - 6,5% Dubbel
- Oesterstout - 8,5% Belgisch' Stout
- Hop Ruiter - 8% Tropic Tripel
- Krab - 5,5% India Pale Ale
- 'n Toeback - 9% Zwaar Blond

Niet langer in productie / vast assortiment:
- Kerstbier - 9,5%
- Wildebok - 6,5% Bokbier
- Merck toch hoe sterck (voordien "Extra Zwaar Winterbier") - 9% Donker
- Molse Tripel - 8,3%
- Schoenlappertje - 5% Zwarte Bessenbier
- Mug - 5% Zeeuws Bitter

## Prijzen
De bieren van de Scheldebrouwerij zijn meermaals in de prijzen gevallen.
- 2015 – 3e prijs – Wildebok – PINT Bokbierfestival – Bockbier

- 2019 – Goud – Knots – World Beer Awards – Flavoured Herb & Spice – Hefe weissbier Kaffir lime & Ginger special
- 2019 – Goud – Knuppel – World Beer Awards – Specialty beer experimentel – Schwarzbier black pepper special
- 2019 – Goud – Strandgaper  – World Beer Awards – Pale beer – Golden ales
- 2019 – Goud – Krab – World Beer Awards – Pale beer – American style pale ale
- 2019 – Goud – Oesterstout – World Beer Awards – Stout en Porter – Imperial stout
- 2019 – Brons – Zeezuiper – World Beer Awards – Pale beer – Belgian Style Tripel
- 2019 – Goud – Strandgaper – Brussels Beer Challenge – Pale & Amber ale – Light bitter blond / Golden Ale
- 2019 – Zilver – Zeezuiper – Dutch Beer Challenge – Blond – Tripel

- 2020 – Brons – ’N Toeback – World Beer Awards – Pale beer – Belgian Style Strong
- 2020 – Goud – Strandgaper – World Beer Awards – Pale beer – Belgian Style Blonde
- 2020 – Goud – Zeezuiper – World Beer Awards – Pale beer – Belgian Style Tripel
- 2020 – Zilver – Lamme Goedzak – World Beer Awards – Pale beer – Belgian Style Blonde
- 2020 – Brons – Witheer – World Beer Awards – Wheat beer – Belgian Style Witbier
- 2020 – Zilver – Lamme Goedzak – Brussels Beer Challenge – Pale & Amber Ale – Abbey / Trappist Style blond.
- 2022 - Brons - Witheer - World Beer Awards - Belgian Style Witbier
- 2022 - Brons - Zeezuiper - World Beer Cup - Belgian Style Tripel
- 2022 - Brons - Zeezuiper - World Beer Awards - Belgian Style Tripel
- 2022 - Country Winner - Strandgaper - Golden Ale
- 2022 - Style Winner / World's Best - Strandgaper - Golden Ale